# Dassault Falcon 50
Dimensions
Le Falcon 50, construit par Dassault Aviation à partir de 1976, est le troisième avion d'affaires, et premier tri-réacteur de la famille Falcon.

## Historique
Afin de répondre à la demande américaine d'un avion d'affaires à long rayon d'action, Dassault Aviation commence en 1974 l'étude du Falcon 50. L'avion devra parcourir 3 400 milles marins soit 6 300 km avec les réserves FAR 121, rendant possible la traversée de l'Atlantique Nord ou des États-Unis sans escale. Le Dassault Falcon 50 fut le premier avion d'affaires pouvant franchir l'Atlantique sans escale en respectant les normes du transport public et le premier avion civil à être équipé d'une voilure supercritique.
Il est basé sur une extrapolation du Mystère 20 avec un troisième réacteur placé en pied de dérive, il porte brièvement au stade de prototype le nom de Falcon 20-3. Dassault Aviation ayant déjà lancé d'autres projets tels que le Falcon 30 et Falcon 40, la désignation Falcon 50 est finalement choisie. Le premier MSA 50, sorti d'usine le 4 septembre 1976 est le seul Falcon à avoir été équipé de sièges éjectables. Le premier vol a lieu le 7 novembre 1976 et la certification est obtenue le 27 février 1979.
Le modèle a été remplacé en avril 1996 par le 50EX (Extended range) motorisé par des moteurs Honeywell TFE731-40-1C (3 700 lbs de poussée, identique à la première motorisation mais avec une consommation réduite et des potentiels d'inspection augmentés).
L'extrapolation du 50 est le Falcon 900 qui est doté d'un fuselage élargi. Le Falcon 50 est exploité par des compagnies d'affaires ; la Marine nationale française l'utilise dans le cadre des missions de surveillance maritime dans une version modifiée (Falcon 50M Surmar : surveillance maritime) depuis des appareils existants livrés à un total de 8 unités en mai 2016.
Le dernier Falcon 50 est sorti de chaîne en 2007, il porte le no 352.

## Spécifications (Falcon 50)
Données de Dassault Aviation
Caractéristiques générales
- Équipage : 5
- Capacité : 8-9
- Longueur : 18,52 m
- Envergure : 18,86 m
- Hauteur : 6,98 m
- Surface alaire : 46,83 m2
- Masse à vide : 9 163 kg
- Masse maximale au décollage : 17 600 kg ou 18 500 kg (option)[3]
- Moteur : 3 Turboréacteurs Garrett TFE731-3-1C, 16,5 kN chacun
- Longueur de la cabine : 7,16 m
- Hauteur de la cabine : 1,80 m
- Largeur de la cabine : 1,85 m

 Performances 
- Vitesse maximale : Mach 0,86 (915 km/h, 494 nœuds)
- Vitesse de croisière : Mach 0,82 (888 km/h, 479 nœuds)
- Distance franchissable : 5 830 km (3 148 nautiques)
- Plafond : 14 935 m (49 000 ft)

## Caractéristiques (Falcon 50M Surmar)

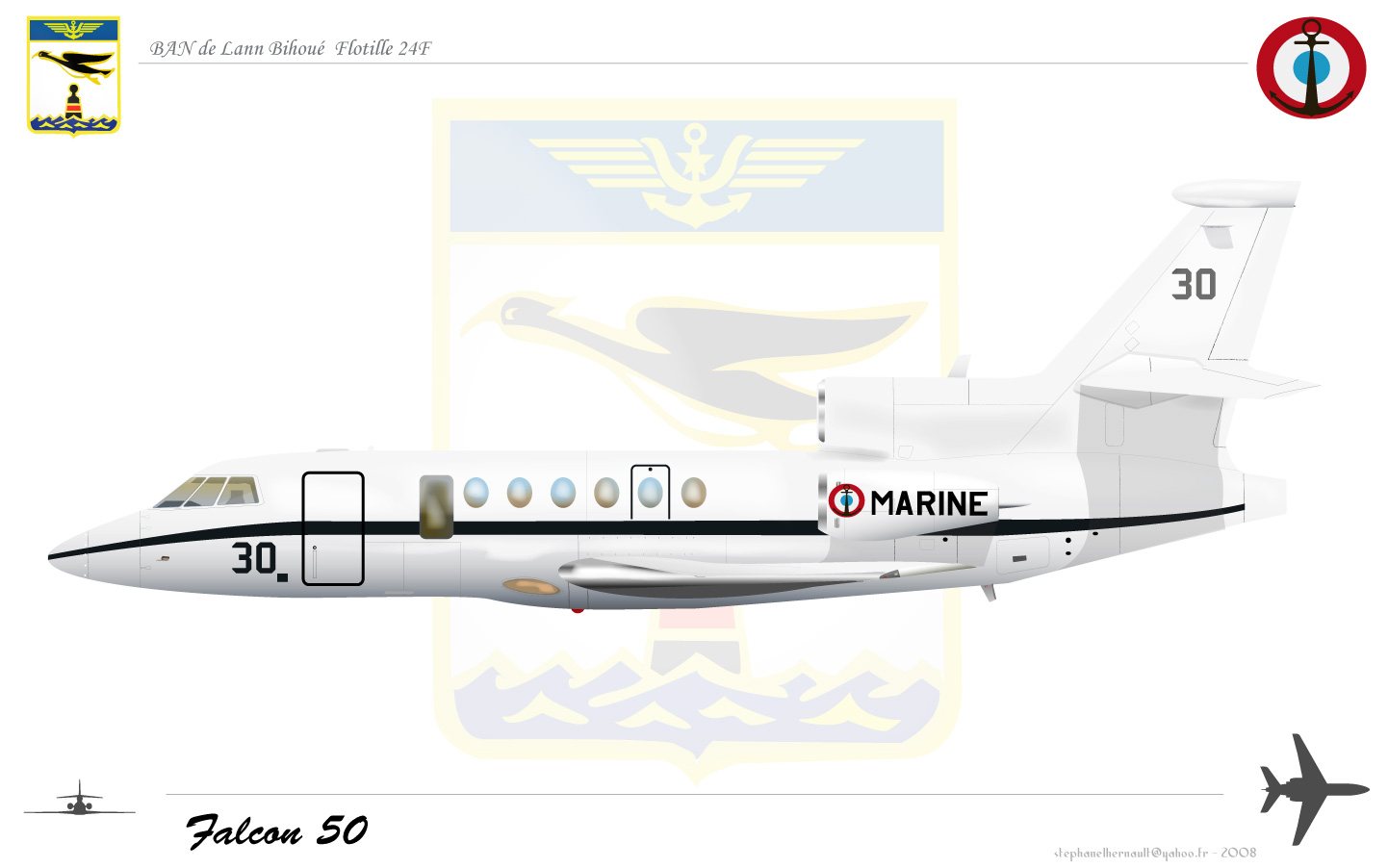
Falcon 50 de la Flottille 24F.

Huit appareils en service dans l'Aviation navale en 2016 au sein de la flottille 24F basée à Lann-Bihoué. Mêmes caractéristiques techniques que plus haut, mais des modifications :
- Vitesse maximale : Mach 0,86 (915 km/h, 494 nœuds) à la masse la plus faible ;
- Vitesse : 685 km/h ou 370 nœuds ;
- Distance franchissable : 2 700 nautiques ;
- Rayon d'action : 1 300 nautiques ;
- Autonomie : 6 h 30 ;
- Plafond : 45 000 pieds ;
- Équipage : 5 personnes.

- Baies d'observation
- Une trappe de plancher permettant le largage en vol de huit conteneurs SAR/SECMAR (ensemble de survie contenu dans un radeau gonflable) ;
- Radar :  THALES Ocean Master 100 (OM 100) incorporé ;
- Caméra infrarouge et thermique  : FLIR Chlio (Thales Detexis) ;
- Système de communication satellitaire : Inmarsat C.

### Opérateurs militaires
- Afrique du Sud
- Bolivie

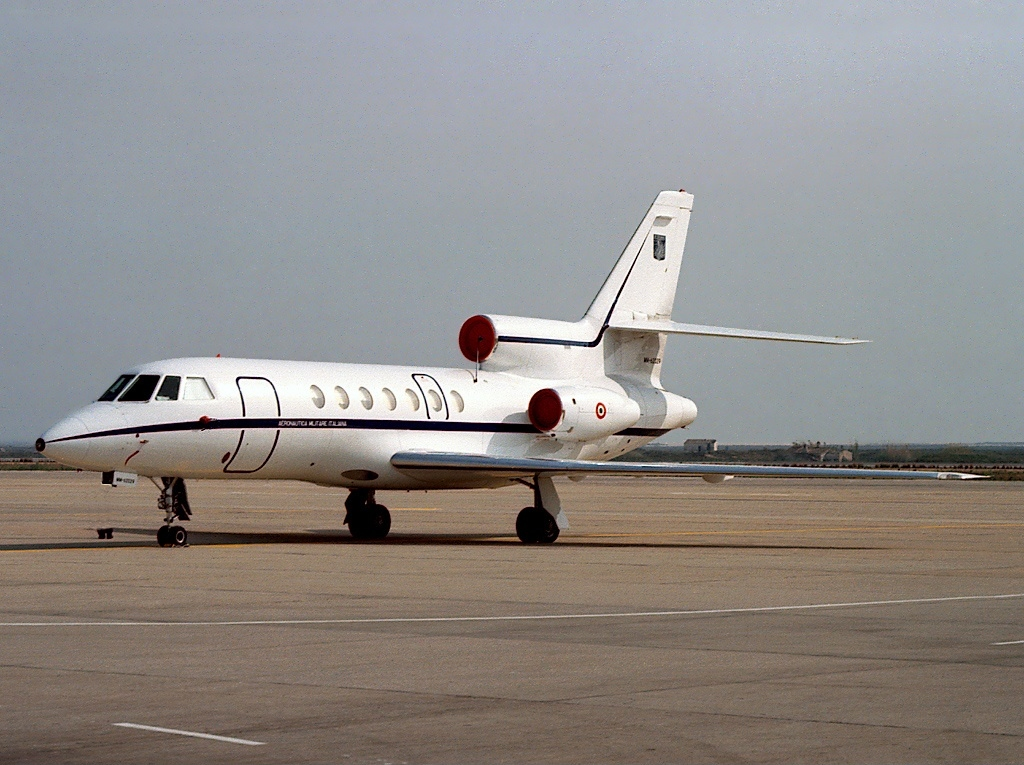
Dassault Falcon 50, Aeronautica Militare

- France Marine nationale française : 8 x Falcon 50M Surmar
- Iran Force aérienne de la République islamique d'Iran
- Italie Aeronautica Militare
- Maroc Forces royales air
- Portugal
- Serbie ex-Yougoslavie
- Venezuela

#### Anciens opérateurs

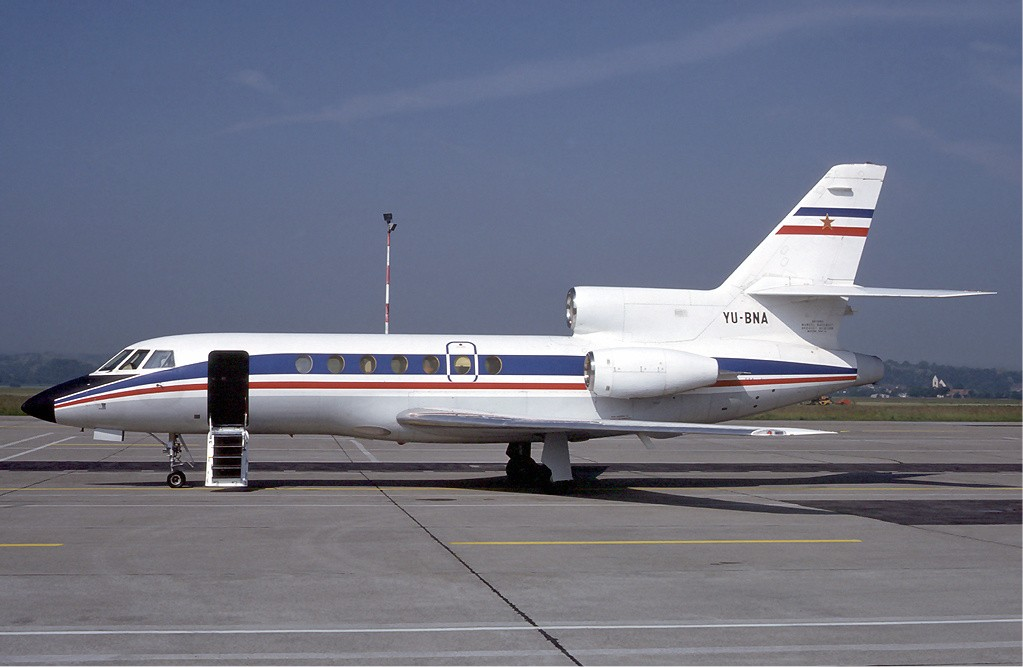
Falcon 50 du gouvernement yougoslave à Bâle, en 1984.

- Bénin
- Bulgarie
- Burundi
- Djibouti
- Égypte
- Espagne
- Irak
- Jordanie
- Libye
- Rwanda
- Soudan
- Suisse Forces aériennes suisses
- Yougoslavie

#### Attaque de l'USS Stark
La frégate USS Stark (FFG-31)  fut touchée le 17 mai 1987, par deux missiles antinavires Exocet très probablement tirés par un Falcon 50 modifié (surnommé Suzanne) irakien durant la guerre Iran-Irak.

## Accidents et incidents
- Le 10 novembre 1985, un Falcon 50 entre en collision en vol avec un Piper PA-28-181 Archer lors d'une approche VOR/DME-A vers l'aéroport de Teterboro entraînant la mort des deux membres d'équipage du Falcon 50 et d'une personne au sol[6] ;
- Le 6 avril 1994, le Falcon 50 de Juvénal Habyarimana, alors président du Rwanda, est abattu par deux missiles au-dessus de l'aéroport de Kigali, évènement déclencheur du génocide au Rwanda ;
- Le 20 octobre 2014, vers 23 h 58 (MSK), un Falcon 50 heurte au décollage avec son aile droite et son train d'atterrissage droit un chasse-neige présent sur la piste de l'aéroport international de Vnoukovo à Moscou. L'accident fait quatre morts : Christophe de Margerie, président directeur général de Total, l'unique passager, ainsi que les trois membres d'équipage de nationalité française (Yann Pican, Maxime Rassiat et Ruslana Vervelle)[7],[8].

Le 27 septembre 2018, un Falcon 50 sort de piste à l’aéroport de Greenville en Caroline du Sud. Cet accident fait deux morts et deux blessés graves. 
- Dans l'après-midi du 8 mars 2022, le Falcon 50M SURMAR codé 5, effectue un atterrissage d'urgence à l'aéroport de La Réunion-Roland-Garros. L'avion a déclaré un « Mayday » à la suite d'un feu au niveau de l'APU. L'incident ne fait aucun mort, tous les passagers sont évacués par la piste[9].